# Garba

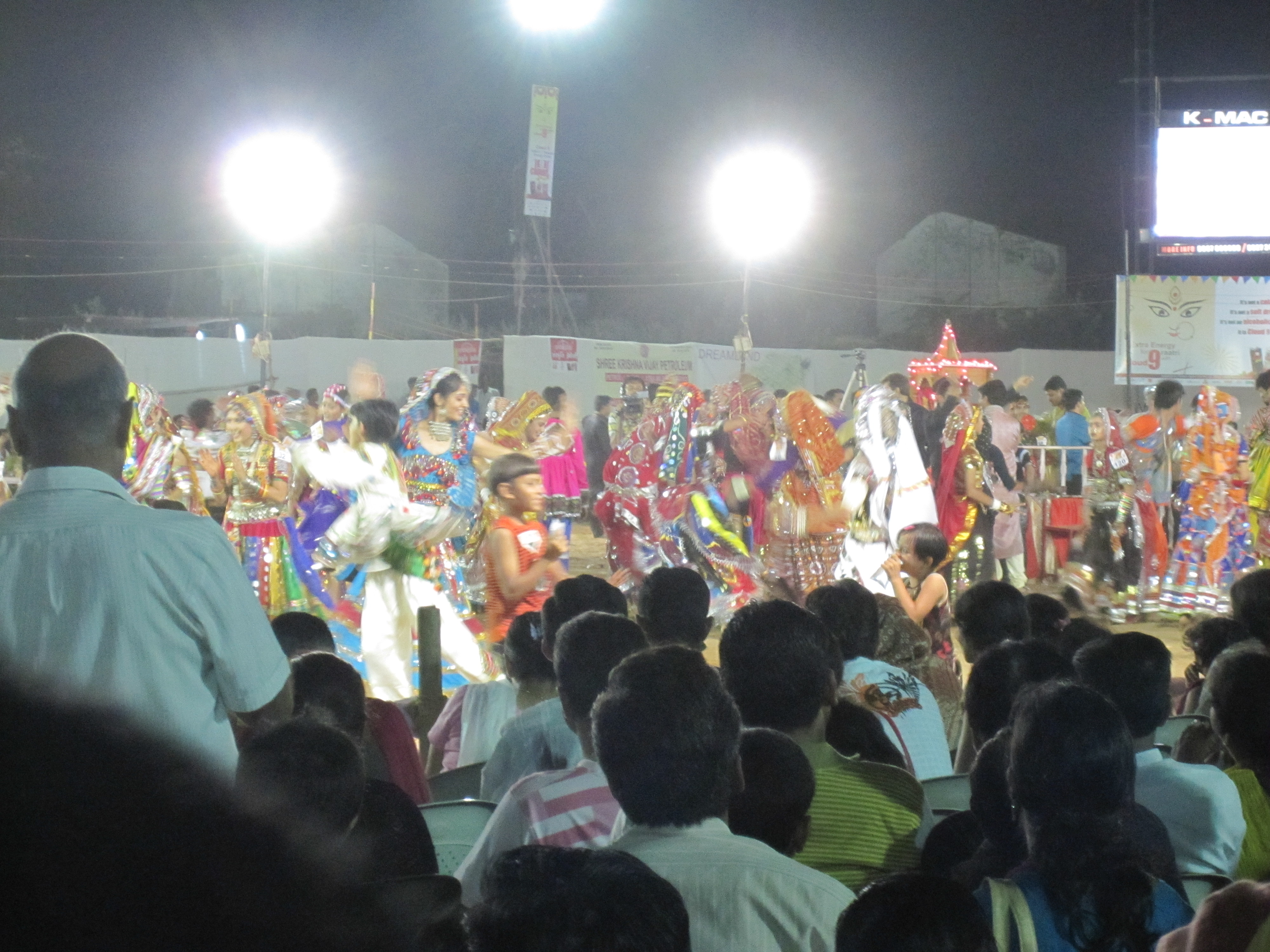
Garba

Garba je indický lidový tanec, původem z Gudžarátu. Je to kruhový tanec na oslavu bohyně Jagadamby. Tančí se v soustředných kruzích kolem symbolu bohyně nebo kolem perforovaného hliněného hrnce s olejovou lampou uvnitř; zpívají se oslavné písně. Původně tento tanec provozovaly pouze ženy.
Osvětlený hrnec má symbolizovat embryum.